# Это грех
«Это грех» (англ. It's a Sin) — британский телесериал 2021 года продюсера Расселла Ти Дейвиса с Олли Александером, Омари Дугласом и Каллумом Скоттом Хауэллсом в главных ролях. Был высоко оценён критиками.

## Сюжет
Действие сериала происходит в Лондоне в 1980-е годы. Главные герои — трое друзей-геев, каждый из которых сталкивается с проблемой СПИДа.

## В ролях
- Олли Александер — Ричи Тозер
- Омари Дуглас — Роско Бабатунде
- Лидия Уэст — Джилл Бакстер
- Каллум Скотт Хауэллс — Коллин Моррис-Джонс
- Натаниэль Кертис — Эш Макхири
- Кили Хоус — Валери Тозер
- Шон Дули — Клай Тозер
- Нил Патрик Харрис — Генри Колтрейн
- Стивен Фрай — Артур Гаррисон

## Создание и релиз
Проект был анонсирован в 2015 году. В 2018 году было официально объявлено, что Channel 4 заказала сценарий сериала. Дейвис стал одним из исполнительных продюсеров, Питер Хор — режиссёром. В октябре 2019 году был сформирован актёрский ансамбль. Съёмки начались в том же месяце в британском Манчестере. Премьера изначально была запланирована на 2020 год, но позже её перенесли на январь 2021 года.. В декабре 2020 года появился трейлер сериала.
Изначально сериал назывался «The Boys», но из-за успеха проекта Amazon появилось новое название, связанное с песней Pet Shop Boys.

## Оценки
Сразу после премьеры сериал был высоко оценён и критиками, и рядовыми зрителями.. На сайте-агрегаторе отзывов Rotten Tomatoes его рейтинг составил 97 %, а средняя оценка — 9,3 из 10. Рецензенты с этого ресурса писали об «изысканном актёрском составе, чутком сценарии и отличном визуальном стиле». На сайте Metacritic «Это грех» получил 91 балл из 100, что указывает на «всеобщее признание».
Рецензенты высоко оценили игру ряда актёров. Джош Смит из Glamour назвал Олли Александера «сердцем шоу». Сьюзи Фей из Financial Times написала, что «легкомысленного, стервозного Ричи легко можно было изобразить карикатурно, но Олли Александер придал ему магнетическое очарование». Высших похвал удостоилась игра Кили Хоуз в финальном эпизоде: Люси Дивайн из Tyla.com назвала её «выдающейся и великолепной», Джоэл Ливер из Daily Post — «мастер-классом», Флора Карр из Radio Times — «потрясающей» и «душераздирающей». Многие критики и зрители выразили желание, чтобы Александер и Хейз получили премию BAFTA.
В январе 2021 года Скарлетт Рассел из The Times назвала «Это грех» «самым обсуждаемым шоу на данный момент». Люси Мэнган из The Guardian охарактеризовала сериал как «пронзительный шедевр» и провела аналогию между ВИЧ и пандемией COVID-19. Эдриан Лобб из The Big Issue написал, что «путешествия, в которые отправляются герои „Это грех“ на протяжении десятилетия, ...по-настоящему глубоки», а то, как герои справляются с ВИЧ, переносит зрителей «за пределы эмоциональной галактики».